# Triraphis devia
Triraphis devia är en gräsart som beskrevs av Tarciso S. Filgueiras och Fernando Omar Zuloaga. Triraphis devia ingår i släktet Triraphis och familjen gräs. Inga underarter finns listade i Catalogue of Life.